# 1942 a sportban
1942 főbb sporteseményei a következők voltak:
- Története során a Csepel FC először nyeri meg az NB1-et. Először fordul elő, hogy nem budapesti csapat végez az élen.

## Születések
- január 1. – Francisco Cámera, uruguayi válogatott labdarúgó
- január 2.
  - Jesús Glaría, spanyol válogatott labdarúgó († 1978)
  - Jevgenyij Vasziljevics Rudakov, szovjet válogatott labdarúgókapus, orosz származású ukrán labdarúgóedző († 2011)
- január 5. – Kiss Ferenc, birkózó († 2015)
- január 11. – František Ševčík, olimpiai ezüstérmes csehszlovák válogatott cseh jégkorongozó († 2017)
- január 13. – Arthur Stewart, északír válogatott labdarúgó, csatár, edző († 2018)
- január 17. – Muhammad Ali, olimpiai és világbajnok amerikai ökölvívó († 2016)
- január 18.
  - Antônio Lima dos Santos, brazil válogatott labdarúgó
  - Johnny Servoz-Gavin, francia autóversenyző († 2006)
- január 20. – Jan Hrbatý, olimpiai ezüstérmes csehszlovák válogatott cseh jégkorongozó († 2019)
- január 23.
  - Pedro Toro Araya, chilei válogatott labdarúgó
  - Rildo da Costa Menezes, brazil válogatott labdarúgó
- január 25. – Eusébio, világbajnoki bronzérmes, BEK-győztes és aranylabdás portugál válogatott labdarúgó  († 2014)
- február 1. – Claudio Olinto de Carvalho, brazil labdarúgó, edző († 2016)
- február 2. – Roger Hynd, skót labdarúgó, fedezet, edző († 2017)
- február 9. – Wendy Blunsden, ausztrál válogatott női krikettjátékos († 2020)
- február 10. – Gennaro Olivieri, olasz labdarúgó és edző († 2020)
- február 15. – Hammerl László, olimpiai bajnok sportlövő, edző
- február 16.
  - Ken Broderick, olimpiai bronzérmes kanadai jégkorongkapus († 2016)
  - Bob Hammond, ausztrál ausztrálfutball-játékos, South Australian Football Hall of Fame és Australian Football Hall of Fame-tag († 2020)
- február 20. – Phil Esposito, kétszeres Stanley-kupa-győztes kanadai jégkorongozó, HHOF-tag
- február 24. – Mihai Mocanu, román válogatott labdarúgó († 2009)
- február 26.
  - Jozef Adamec, világbajnoki ezüstérmes csehszlovák válogatott szlovák labdarúgó, csatár, edző († 2018)
  - Dalmati János, magyar atléta, gyalogló, olimpikon († 2020)
- március 1. – Atanasie Sciotnic, világbajnok és olimpiai ezüstérmes román kajakozó († 2017)
- március 5. – Gyarmati Béla, világbajnoki ezüstérmes vívó, olimpikon
- március 8.
  - Viktor Mihajlovics Arbekov, világbajnok szovjet-orosz motokrossz-versenyző († 2017)
  - Irma Cordero, pánamerikai játékok ezüstérmes perui röplabdázó, olimpikon († 2019)
- március 15. – Szániel János, magyar bajnok és magyar kupa-győztes labdarúgó, hátvéd, magyar bajnok edző, sportvezető († 2024)
- március 16. – Jean-Pierre Boccardo, francia atléta, rövidtávfutó, olimpikon († 2019)
- március 17. – Pak Tuik, észak-koreai válogatott labdarúgó, edző
- március 18.
  - Ion Drîmbă, olimpiai és világbajnok román vívó, edző († 2006)
  - Werner Ipta, német labdarúgó, csatár († 2019)
- március 21. – Ademir de Barros, brazil válogatott labdarúgó
- március 22. – Mihai Ivăncescu, román válogatott labdarúgó († 2004)
- március 28. – Jerry Sloan, amerikai kosárlabdázó, Naismith Memorial Basketball Hall of Fame-tag edző († 2020)
- március 30. – Sin Jonggju, észak-koreai válogatott labdarúgó
- április 8.
  - Karel Knesl, olimpiai ezüstérmes csehszlovák válogatott cseh labdarúgó, középpályás († 2020)
  - Reidar Goa, norvég válogatott labdarúgó, hátvéd († 2018)
- április 9.
  - Bodnár András, olimpiai, világ- és Európa-bajnok vízilabdázó, sportvezető, orvos
  - Németh István, új-zélandi válogatott labdarúgó († 2015)
- április 15. – Gennagyij Olegovics Logofet, szovjet válogatott labdarúgó, orosz labdarúgóedző († 2011)
- április 18. – Jochen Rindt, osztrák autóversenyző, világbajnok Formula–1-es pilóta († 1970)
- április 19. – Sven Lindman, svéd válogatott labdarúgó
- április 20. – Nemere Zoltán, kétszeres olimpiai bajnok vívó († 2001)
- április 22. – Egil Olsen, norvég válogatott labdarúgó, edző
- április 23. – Faházi János, asztaliteniszező
- április 25. – Kang Rjongjun, észak-koreai válogatott labdarúgó
- május 9. – Jerry Buchek, World Series-bajnok amerikai baseball játékos († 2019)
- május 15. – Dieter Kurrat, német labdarúgó, edző († 2017)
- május 17. – Philippe Gondet, francia válogatott labdarúgó († 2018)
- május 18. – Nobby Stiles, világbajnok és Európa-bajnoki bronzérmes angol válogatott labdarúgó († 2020)
- május 19. – Frank Froehling, amerikai teniszező († 2020)
- május 21. – Ivo Viktor, Európa-bajnok csehszlovák válogatott cseh labdarúgó, kapus, edző
- május 28. – Leif Nielsen, dán válogatott labdarúgó, edző
- június 2. – Eduard Vasziljevics Malofejev, orosz válogatott labdarúgó
- június 12. – Pat Dalton, ausztrál ausztrálfutball-játékos († 2020)
- június 19. – Bernard Bosquier, francia válogatott labdarúgó
- június 27. – Antonio Munguía, mexikói válogatott labdarúgó († 2018)
- július 5. – Héctor Ochoa, argentin válogatott labdarúgó, olimpikon († 2020)
- július 10. – Aarón Padilla Gutiérrez, mexikói válogatott labdarúgó († 2020)
- július 16. – Margaret Court, ausztrál teniszező
- július 29. – Les Josephson, amerikai amerikaifutball-játékos († 2020)
- augusztus 2. – Ilija Pantelić, Európa-bajnoki ezüstérmes jugoszláv válogatott szerb labdarúgó, edző († 2014)
- augusztus 4. – Cleon Jones, World Series bajnok amerikai baseballjátékos
- augusztus 9. – Tommie Agee, World Series bajnok amerikai baseballjátékos († 2001)
- augusztus 24. – Patty Kempner, olimpiai bajnok amerikai úszónő
- augusztus 27. – Tom Belsø, dán autóversenyző, Formula–1-es pilóta († 2020)
- szeptember 18. – Alex Stapney, angol válogatott labdarúgókapus
- szeptember 22. – David Stern, amerikai ügyvéd, üzletember, az NBA-elnöke, Naismith Memorial Basketball Hall of Fame és FIBA Hall of Fame-tag († 2020)
- szeptember 25. – Oscar Bonavena, argentin ökölvívó († 1976)
- szeptember 29. – Felice Gimondi, Giro d'Italia, Tour de France és Vuelta a España győztes olasz profi kerékpáros († 2019)
- október 1. – Constantin Frățilă, román válogatott labdarúgó († 2016)
- október 3. – Roberto Perfumo, argentin válogatott labdarúgó, hátvéd, edző († 2016)
- október 4. – Karel Masopust, olimpiai ezüstérmes csehszlovák válogatott cseh jégkorongozó († 2019)
- október 6. – Jerry Grote, World Series bajnok amerikai baseballjátékos
- október 15. – Mircea Petescu, román válogatott labdarúgó, hátvéd, edző († 2018)
- október 16. – Marin Tufan, román válogatott labdarúgó
- október 19. – Edmond Baraffe, francia válogatott labdarúgó, edző († 2020)
- november 18. – Fernando Sandoval, brazil vízilabdázó, olimpikon († 2020)
- november 27. – Peter Thompson, Európa-bajnoki bronzérmes angol válogatott labdarúgó († 2018)
- november 29. – Reinhold Durnthaler, olimpiai ezüstérmes, világbajnok osztrák bobversenyző († 2017)
- december 5.
  - Munyoro Nyamau, olimpiai bajnok kenyai atléta
  - Daniel Revenu, olimpiai és világbajnok francia tőrvívó
- december 6. – Arnold Umbach, amerikai baseballjátékos († 2020)
- december 9. – Billy Bremner, skót válogatott labdarúgó, edző († 1997)
- december 23. – Jerry Koosman, World Series bajnok amerikai baseballjátékos
- december 26. – Jan Halvarsson olimpiai ezüstérmes és világbajnoki bronzérmes svéd sífutó († 2020)
- december 28. – Allan Harris, angol labdarúgó, hátvéd, edző († 2017)

## Halálozások
| Halálozás      | Név                     | Nemzetiség, sportág, eredmények | Születés |
| -------------- | ----------------------- | --- | -------- |
| február 2.     | François Rom            | olimpiai bajnok belga párbajtőrvívó | 1882     |
| március 3.     | Dan O’Connor            | amerikai baseballjátékos | 1868     |
| március 8.     | José Raúl Capablanca    | kubai sakkozó, a sakk harmadik világbajnoka | 1888     |
| március 16.    | August Gödrich          | olimpiai ezüstérmes német országúti kerékpáros | 1859     |
| április 2.     | Matti Markkanen         | olimpiai bronzérmes finn tornász | 1887     |
| április 27.    | Heinrich Burger         | olimpiai és világbajnok német műkorcsolyázó | 1881     |
| május 20.      | John Goodall            | angol válogatott labdarúgó | 1863     |
| június 5.      | Abonyi István           | magyar sakkozó, sakkmester, sakkfunkcionárius, szakíró. A Magyar Sakkszövetség, valamint a Nemzetközi Sakkszövetség egyik alapítója, a Nemzetközi Levelezési Sakkszövetség egykori elnöke. A Magyar Sakkvilág főszerkesztője | 1886     |
| július 7.      | Thomász Xenákisz        | olimpiai ezüstérmes görög tornász | 1875     |
| július 10.     | Jørgen Bjørnstad        | olimpiai ezüstérmes norvég tornász | 1894     |
| augusztus 27.  | George Holley           | angol válogatott labdarúgó | 1885     |
| augusztus 28.  | Bill Rariden            | World Series bajnok amerikai baseballjátékos | 1888     |
| szeptember 11. | Aleksander Słuczanowski | orosz születésű lengyel jégkorongozó, olimpikon | 1900     |
| szeptember 13. | Jack Parkinson          | angol válogatott labdarúgó | 1883     |
| október 3.     | Pinky Hargrave          | World Series bajnok amerikai baseballjátékos | 1896     |
| november 14.   | Scrappy Carroll         | amerikai baseballjátékos | 1860     |
| december 28.   | Alfred Flatow           | olimpiai bajnok német tornász | 1869     |
| december 29.   | Heinz Körvers           | olimpiai bajnok német kézilabdázó | 1915     |
| december 29.   | Johann Zehetner         | olimpiai ezüstérmes osztrák kézilabdázó | 1912     |